# Legg-Calvé-Perthesova bolest
Legg-Calvé-Perthesova bolest je rijetka bolest kosti mlade djece definirana kao idiopatska avaskularna osteonekroza epifize glave bedrene kosti (lat. femur). 
Bolest je nazvana prema osobama koji su je istraživali: Georg Clemens Perthesu, Arthur Thorton Leggu i Jacques Calvéu. 

## Uzrok
Pravi uzrok bolesti još nije poznat, a najprihvatljivija teorija kaže da je uzrok bolesti prekid cirkulacije u glavi bedrene kosti u blizini zgloba kuka.

## Epidemiologija
Bolest je rijetka (pojavnost 1:1200 djece) i obično se pojavljuje kod mlade djece (najčešće u dobi od 6 - 7 godina). Češće kod dječaka. Bolest se može javiti i u dobi od 2 - 12 godina. 

## Simptomi
Simptomi bolesti su bol u kuku ili preponi, koju pojačavaju pokreti u zglobu ili pokreti noge. Bol smanjuje pokrete u kuku i uzrokuje šepanje. 
Prvi znakovi bolesti su obično žaljenje djeteta na bolnost u kuku, naročito kada je umorno.  

## Dijagnoza
Za dijagnozu bolesti koristi se rendgenska snimka zgloba kuka u dvije projekcije. Negativan nalaz na rtg-slici nije dovoljan da se isključi bolest, stoga je potrebno napraviti i scintigrafiju kuka.

## Liječenje
Cilj je liječenja izbjeći nastanak trajne nepovratne promjene na zglobu kuka. Najbolju prognozu imaju djeca u dobi od 6 i 7 godina, zato što takvi bolesnici imaju vremena da se mrtva kost revaskularizira i remodelira. Djeca kojoj se dijagnosticira bolest nakon 10. godine života imaju veći rizik razvoja osteoartritisa.
Ne postoje lijekovi koji se koriste u ovom stanju. Liječenje se zasniva na uklanjajnu pritiska sa zgloba dok bolest ne završi sa svojim prirodnim tijekom. Odmor u krevetu i trakcija pomoću ortoza tijekom nekoliko mjeseci ili čak godine tradicionalne su metode.
Također se u liječenju koriste i metode fizikalne terapije i plivanje. 
|  | Molimo pročitajte upozorenje o korištenju medicinskih informacija. Ne provodite liječenje bez savjetovanja s liječnikom! |